# Poésie gallego-portugaise
 (avril 2018).
Si vous disposez d'ouvrages ou d'articles de référence ou si vous connaissez des sites web de qualité traitant du thème abordé ici, merci de compléter l'article en donnant les références utiles à sa vérifiabilité et en les liant à la section « Notes et références ».
La poésie galégo-portugais (ou galaïco-portugais) est un courant poétique qui a connu son essor au XIIIe siècle dans l'est de la péninsule Ibérique. 
Il est inspiré des traditions en langue d'oc (troubadours) et en langue d'oïl (trouvères) , du minnesang allemand, du dolce stil novo et du zejel arabe. Ses caractéristiques sont codifiées par O arte do Trovar d'Angelo Colocci qui, entre 1525 et 1526, compile 1 560 chants dans le Cancioneiro da Biblioteca nacional.

## Contexte historique
La péninsule Ibérique est partagée au XIIIe siècle entre les fueros d'Al-Andaluz et les régions catholiques. De cet espace déchiré par des tensions politico-religieuses multiples jaillit une unité : la langue galaïco-portugaise incarnée et codifiée par une forme artistique particulière, le troubadorisme. C'est la période de la Reconquista. En 1212 a eu lieu la victoire de Las Navas : la conjonction des armées allemandes, françaises, espagnoles, italiennes et portugaises vainc les troupes almohades. De fait, ce sont majoritairement les troupes originaires des duchés actuellement espagnols et portugais : les bataillons français, allemands et italiens (de 50 000 à 100 000 hommes) laissés à leur propre gestion se sont dissous dans la péninsule avant même d’arriver face aux troupes de An-Nasir. Les Croisés apportèrent avec eux dans cette guerre sainte délocalisée les modes musicales et poétiques de leur région d’origine. Se confrontèrent donc sur le même territoire, la tradition allemande minnesang (amour courtois), les troubadours en langue d’oc (amour courtois), les trouvères en langue d’oïl (chanson de geste) et le dolce stil novo italien. Bien sûr il y avait déjà une tradition poétique : le zejel arabe. Les rois de la région (plus particulièrement : Afonso III et son fils Denis I pour le côté portugais, et le roi Afonso X de Castille) voyant leur légitimité féodale remise en cause (paradoxe du lien féodal en crise :  le roi veut bien avoir des vassaux mais ne veut pas en être un) et cherchant à prouver leur distinction d'avec les populations almohades essayèrent de montrer patte blanche pour prouver être restés de bons chrétiens malgré les années d’intégration à Al-Andaluz. Ces rois n’acceptèrent cependant pas de s’aligner culturellement sur telle ou telle pratique rattachée à tel ou tel duché ou royaume. Ils vont alors, et leur cour avec eux, promouvoir une anthropophagie des cinq traditions poétiques. 

## Le système monarchique particulier
Le roi primus inter pares est avant tout le mécène. Ce qui se passe avec les règnes des rois troubadours, c’est la création d’une cour de troubadours de quelque genre qu’ils soient. Jongleurs, chanteurs… tous sont conviés à la cour du moment que le filtre de la forme est passé, il y a une sorte de va-et-vient entre la place publique et la place royale, la seconde n’étant que l’épuration des formes de la seconde. Il y a des sortes de prospecteurs de nouveaux talents poétiques qui permettent aux plus humbles, du moment qu’ils maîtrisent la poésie, d’accéder à la table du roi. Ainsi l’entourage du roi n’est pas constitué de représentants d’idées politiques mais plutôt de représentants de talents littéraires qui par ce biais vont servir telle ou telle idée politique. 

### DenisIerdu Portugal
Le roi Denis I utilise la poésie galégo-portugaise pour intégrer chaque individu à la nation qu’il prétend bâtir. « L'État, c'est moi » et les théories de Bodin et Naudet sont anticipées par celui que la tradition a nommé « O Rei Poeta ». Il n’hésite pas à déclamer un « je » paysan si la beauté du poème l’exige. Il a été en effet un très grand auteur de cancioneiros de amigo — poèmes mettant en avant un « je » féminin et paysan attendant et louant son époux soldat parti combattre les Maures. 

### Afonso X de Castille
Surnommé O Sabio (le Sage), il fut l'un des grands rois mécènes de la péninsule Ibérique, à tel point que Boccace le fait apparaître dans la première journée du Décaméron. Il est à l'origine de l'Escola de Tradutores de Toledo

## Thématiques

### Cantiga de amigo
Ai flores, ai flores do verde pino,

se sabedes novas do meu amigo?

Ai Deus, e u é?

Ai flores, ai flores do verde ramo,

se sabedes novas do meu amado?

Ai Deus, e u é?

Se sabedes novas do meu amigo,

aquel que mentiu do que pôs conmigo?

Ai Deus, e u é?

Se sabedes novas do meu amado,

aquel que mentiu do que mi há jurado?

Ai Deus, e u é?

Vós me preguntades polo voss'amigo

e eu bem vos digo que é san'e vivo.

Ai Deus, e u é?

Vós me preguntades polo voss'amado

e eu bem vos digo que é viv'e sano.

Ai Deus, e u é?

E eu bem vos digo que é san'e vivo

e será vosco ant'o prazo saído.

Ai Deus, e u é?

E eu bem vos digo que é viv'e sano

e será vosco ant'o prazo passado.

Ai Deus, e u é?
— Denis Ier

### Cantiga del maldizer
Eu digo mal, com'home fodimalho,

quanto máis posso daquestes fodidos

e trob'a eles e a seus maridos.

E un deles mi pos nun grand'espanto :

topou comigu'e sobreçou o manto

e quis en mi achantar o caralho.

Ándolhes fazendo cobras e sões

quanto máis poss', e ando escarnecendo

daquestes putos que s'andan fodendo;

e un d'eles de noite asseitóume

e quisme dar do caralh'e erróume

e laçou depós min os colhões.
— Pero da Ponte